# Удар пистолетной рукояткой

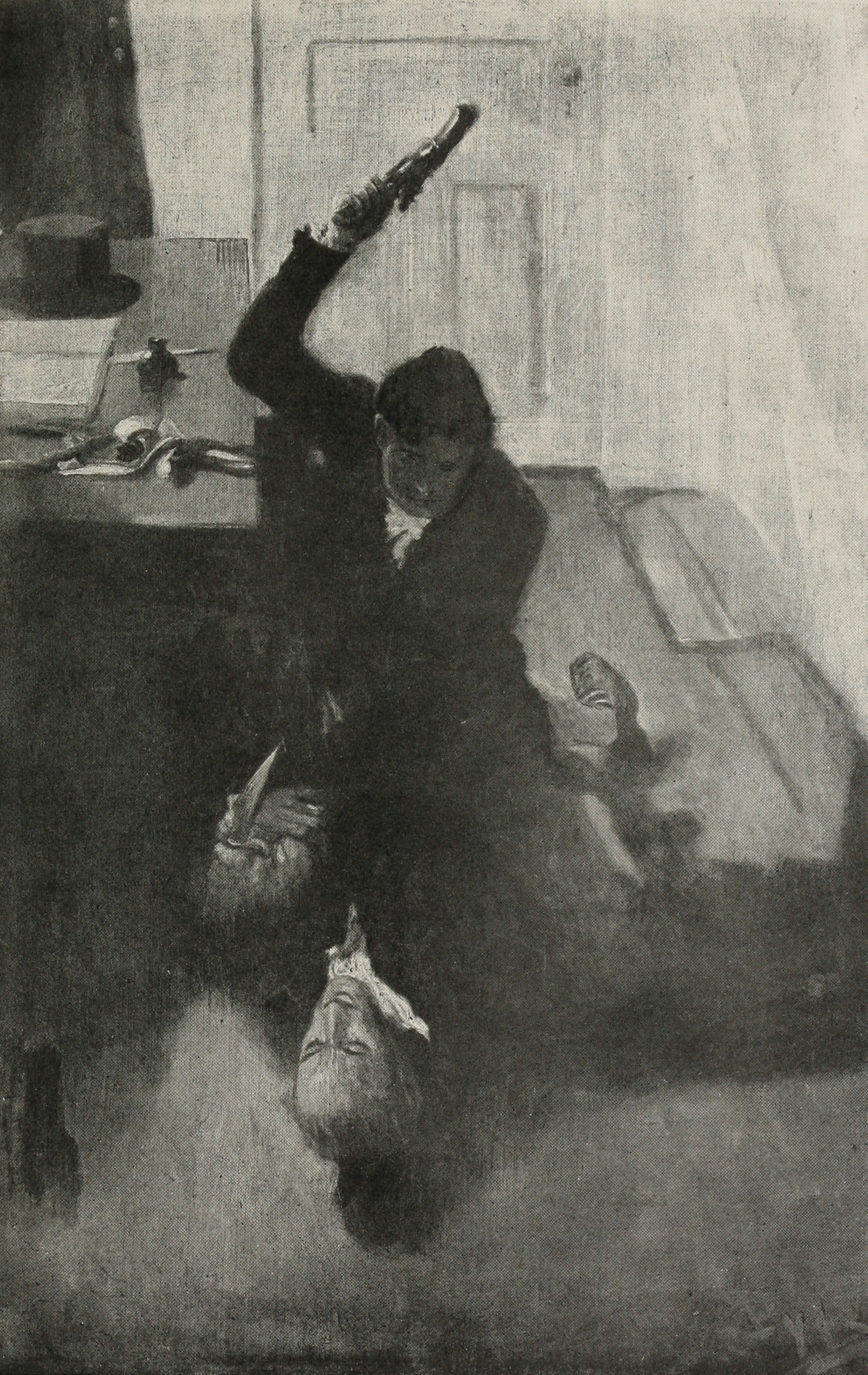
Иллюстрация к рассказу Говарда Пайла «Капитан Скарфилд»

Удар пистолетной рукояткой (англ. Pistol-whipping) — приём в рукопашном бою, в ходе которого в качестве оружия ближнего боя или тупого предмета, применяемого для самообороны, используется собственно пистолет или револьвер (чаще именно его рукоятка, а не всё оружие целиком). 
Удар наносится примерно так же, как наносится удар палицей или полицейской дубинкой. Удары пистолетными и револьверными рукоятками восходят ко временам использования дульнозарядного оружия: в ситуациях, когда не оставалось времени на перезарядку оружия, чаще переходили именно к такой методике ведения боя. В английском языке подобные удары называются словом «buffaloing» (с англ. — «буйволение»), которое употреблялось в XIX веке на Диком Западе. Современные термины «pistol-whipping» и «to pistol-whip» восходят к 1940-м годам и официально признаны были новыми словами в 1955 году.

## Применение
В XV веке, когда было изобретено дульнозарядное огнестрельное оружие, появилась практика применения собственно оружия в рукопашном бою. Однозарядное оружие, которое долго перезаряжалось, использовалось собственно для нанесения ударов по телу противника в ближнем бою. Чем меньше времени было у солдата на перезарядку оружия, тем больше была вероятность того, что ружьё придётся использовать в качестве оружия ближнего боя: удар по телу наносился собственно рукоятью с той же техникой, с какой наносили удары палицей или дубиной. Историки по-разному оценивают эффективность этого оружия. Пол Уэллман отмечал два фактора: во-первых, при нанесении удара может случайно произойти выстрел, и пуля может попасть в тело атакующего и в самом худшем случае привести к его гибели; во-вторых, пистолеты с капсюльным замком по сравнению с однозарядными ружьями были более хрупкими и могли не выдержать удара. Помимо этого, на то, чтобы перехватить оружие, требовались драгоценные секунды боя.
С целью минимизации риска пострадать от случайного выстрела пистолет держится в руке точно так же, как и всегда, а при самообороне удар наносится сверху либо стволом, либо боковой частью ствола выше спускового крючка. Поскольку масса пистолетов и револьверов в XIX веке была достаточно большой, сила удара была вполне достаточной, чтобы нанести противнику серьёзный урон и вывести его из строя. Однако современные исследования и испытания показали, что удар рукоятью револьвера или пистолета может и убить человека: сила удара револьвера типа Colt Single Action Army может нанести смертельную черепно-мозговую травму человеку.
Выступающие детали пистолета при ударе оставляют необычные повреждения ткани. При нанесении удара рукоятью пистолета, а не стволом и не боковой частью оружия, образуются полукруглые или треугольные разрывы ткани. Повреждения прямоугольной формы образуются, если удар наносился нижней частью рукояти самозарядного пистолета, куда вставляется магазин. Глубина и серьёзность разрывов варьируются, однако характер переломов остаётся тем же.